# Витя Малеев в школе и дома
«Витя Малеев в школе и дома» — детская повесть советского писателя Николая Носова на школьную тему, впервые опубликованная в 1951 году.

## История создания
Повесть была написана в СССР детским писателем Николаем Носовым по заказу от Министерства просвещения РСФСР и Отдела школ ЦК ВКП(б), которые в феврале 1949 года обратились к детским советским писателям с просьбой создать произведения в жанре школьной повести, в которых были бы изображены случаи, когда плохо учащийся школьник исправлял школьную успеваемость.   
Впервые повесть была опубликована в шестом номере журнала «Новый мир» за 1951 год. Когда издательство «Детгиз» готовилось выпустить повесть отдельной книгой, автор значительно переработал текст. Впрочем, в последующих изданиях повести он вернул некоторые фрагменты изначального текста.
Повесть возымела большой успех. К 1953 году повесть выдержала 30 переизданий и была переведена на 23 языка, а сам Носов получил за неё Сталинскую премию III степени. В начале восьмой главы было упомянуто имя Сталина, но в период десталинизации упоминание было убрано. В изданиях после 1956 года были удалены и упоминания Ленина.

## Сюжет
Главная мысль повести — борьба главных героев, советских школьников Вити Малеева и Кости Шишкина, с собственными недостатками.

## Основные персонажи
- Ви́тя Мале́ев — четвероклассник и главный герой повести. Его отец работает на сталелитейном заводе модельщиком. Витя переживает из-за своей плохой успеваемости, постепенно улучшает её. Хорошо играет в шахматы, любит играть в футбол и баскетбол. Также у Вити есть мать и младшая сестра — третьеклассница Лика. Она сшила брату и его товарищу Косте Шишкину костюм лошади для школьного утренника, изготовила для выступления на новогоднем вечере бумажные колпаки, а для собаки Шишкина по кличке Лобзик — воротник из золотой бумаги.
- Ко́стя Ши́шкин — четвероклассник и друг Вити Малеева. Раньше его семья (сам Костя, мама и тётя Зина) жили в Нальчике, а также в Краснозаводске. Папа мальчика погиб на фронте (Костя вспоминал, что отец приезжал с войны, когда он был совсем маленьким: «Я спал, потом проснулся, а папа взял меня на руки и поцеловал, а шинель у него была такая шершавая и колючая. Потом он ушёл, и я больше ничего не помню»). Костя очень любит животных — у него в разное время жили белые мыши, ежи и морская свинка, а также собака Лобзик, которую он научил считать. Мальчик мечтает стать цирковым акробатом, умеет играть в баскетбол (в конце повести Костя становится капитаном баскетбольной команды) и футбол. Его мать работает шофёром, а тётя Зина собирается стать актрисой: она учится в театральном училище и записалась в драмкружок при клубе автозавода.
- О́льга Никола́евна — классный руководитель четвёртого класса, в котором учатся Витя Малеев и Костя Шишкин.
- И́горь Алекса́ндрович — директор школы, в которой учатся Малеев и Шишкин. Дал Косте несколько советов, как дрессировать щенка по кличке Лобзик.
- Воло́дя — пионервожатый, ученик старших классов.

## Критика
Несмотря на успех повести у читателей, некоторые советские литераторы отмечали, что в ней, как и в большинстве детских книг того времени, весь акцент ставился на детских персонажах, а взрослые персонажи были крайне бледными и невыразительными. В письме к Лидии Чуковской, написанном в ответ на её критическую статью «О чувстве жизненной правды» («Гнилой зуб»), авторы, среди которых был Сергей Михалков, сетовали на то, что в современных детских книгах «крупным недостатком являются бледность, невыразительность образов взрослых героев и в первую очередь вожатых и учителей. Вожатые и педагоги играют во многих наших книгах неприглядную роль резонёров. Они появляются лишь для того, чтобы прочитать скучную нотацию, кого-то поправить, что-то водворить на своё место. Этим недостатком страдают даже лучшие повести для детей (например „Витя Малеев в школе и дома“ Н. Носова)».

## Награды
В 1952 году за повесть «Витя Малеев в школе и дома» Николай Носов был удостоен Сталинской премии третьей степени за выдающиеся работы в области литературы и искусства (художественной прозы) в размере 25 000 рублей.

## Экранизация
В 1954 году по повести был снят фильм «Два друга». В 2008 году вышла аудиоверсия повести.